# Аникино (Омская область)
Аникино — деревня в Колосовском районе Омской области. В составе Бражниковского сельского поселения.

## История
Основана в 1626 г. В 1928 году состояла из 200 хозяйств, основное население — русские. Центр Аникинского сельсовета Нижне-Колосовского района Тарского округа Сибирского края.

## Население
| 1926 | 2010 |
| ---- | ---- |
| 1163 | ↘282 |